# Dead End Solution
Dead End Solution – minialbum zespołu Manticora. Jest to pierwsza poważna płyta zespołu przed którą grupa nagrała tylko parę dem.

## Lista utworów
1. "Dead End Solution" – 5:51
2. "How" – 3:50
3. "In Silence" – 4:12
4. "The Pain You Offer" – 4:49
5. "In Your Face"– 5:55

## Twórcy
- Lars F. Larsen – śpiew
- Kristian H. Larsen – gitara
- Rene Nielsen – gitara basowa
- Mads Volf – perkusja